# Blowfuse
Blowfuse va ser un grup de punk rock format l'any 2013 a Barcelona. Al llarg de la seva carrera musical va compartit escenari amb grups com Pennywise, Good Riddance, NOFX i 7 Seconds, entre d'altres.

## Discografia
- 2013: Into the spiral
- 2014: Couch (EP)
- 2019: Daily ritual[4]
- 2024: The 4th Wall[5][6]
- 2025: Hard to be thrilled (EP)[7][8]

### Com a Godfarts
- 2008: Restless
- 2010: Messed up minds